# Jacura
Jacura is een gemeente in de Venezolaanse staat Falcón. De gemeente telt 14.200 inwoners. De hoofdplaats is Jacura.